# Bernard Marie Collet
 (mai 2018).
Si vous disposez d'ouvrages ou d'articles de référence ou si vous connaissez des sites web de qualité traitant du thème abordé ici, merci de compléter l'article en donnant les références utiles à sa vérifiabilité et en les liant à la section « Notes et références ».
Bernard Marie Collet, né le 14 août 1940, est un peintre français.

## Biographie
Après ses études à Paris au Lycée Buffon et à la Sorbonne, il est élève de l’Académie Julian et des Beaux-Arts de Paris. Il fréquente l'entourage des artistes du Salon de mai et surtout des peintres de la nouvelle École de Paris tels qu'Alfred Manessier, Édouard Pignon et Orazi dont il a été l’assistant dans son atelier de Montparnasse. Sa relation avec le peintre, sculpteur et photographe brésilien, d'origine polonaise, Frans Krajcberg a été déterminante. Sa défense de la nature et de la biodiversité terrestre ont été la source d'une rencontre spirituelle importante.
En atelier Bernard Marie Collet travaille sur des compositions mi-figuratives, mi abstraites à l'huile, pastel ou acrylique inspirées par les éléments naturels : feuillages, nuages, rochers, rivages, etc. Il réalise aussi des collages et papiers découpés inspirés par l'actualité ou les mythes anciens. Sur le motif nombreux pastels rapportés de ses voyages autour de la Méditerranée : Italie, Corse, Égypte, Grèce, Jordanie, Andalousie, etc...

## Expositions personnelles
- 1984 : Galerie Q.I. Arelis, Paris
- 1986 : Hôtel de Savigny, Provins
- 1988 : Terre des Arts, Paris
- 1989 : Galerie Étienne de Causans, Paris
- 1989 : Atelier culturel, Nangis
- 1993 : Galerie Étienne de Causans, Paris
- 1995 : Galerie Espace Vision, Paris
- 1997 : Galerie Étienne de Causans, Paris
- 2000 : Galerie Étienne de Causans, Paris
- 2003 : Association Georges Brassens, Paris
- 2005 : Galerie Étienne de Causans, Paris
- 2009 : Galerie Saint-Roch, Paris
- 2011 : Galerie Saint-Roch, Paris
- 2011 : Le Cadre d'Olivier, Paris
- 2011 : Caveau Beatrice Maillard, Châteauneuf-du-Pape
- 2013 : Galerie Saint-Roch, Paris
- 2016 : Galerie Saint-Roch Paris
- 2018 : Galerie l'Ère du Large, Locquirec
- 2018 : Galerie Saint-Roch[1], Paris
- 2020 : Galerie Reg'Arts, Brignogan
- 2021 : Halles de Guerlesquin
- 2022 : Regards sur le Monde, Bordeaux - Parempuyre
- 2022 : Galerie le Cadre d'Olivier Châteauroux
- 2024 : Centre hospitalier de Lanmeur 29620 "Marines"
- 2024-2025 :  Galerie d'Art et d'Or, Chatillon sur Seine 21400 "Feuillages et rochers"

## Film vidéo
- Bernard Marie Collet, œuvre peinte, réalisateur Gilles Pasquier 2018, durée 6 minutes[2].